# Кайласанатха

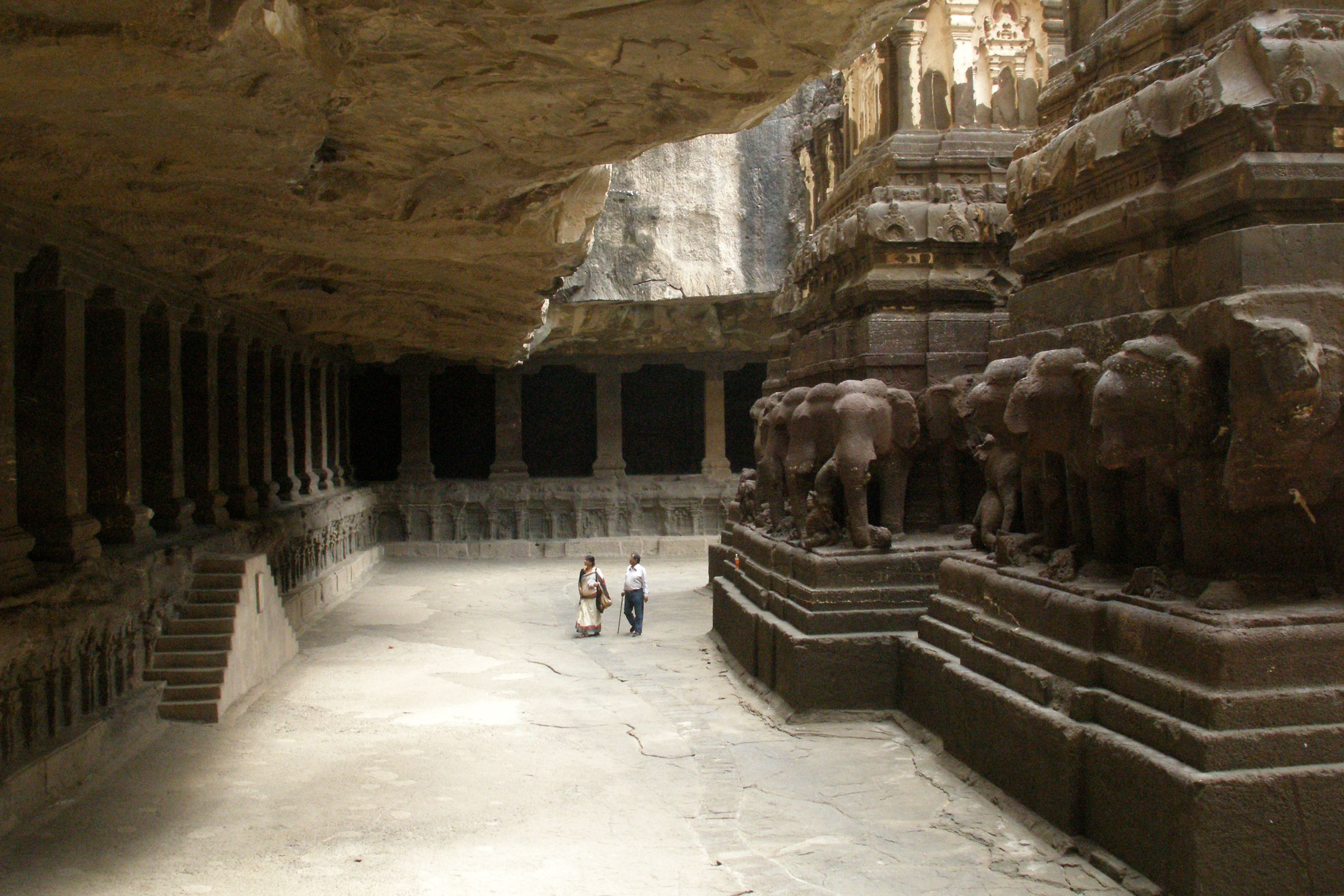
Внутри пещерного храма Кайласанатха

Кайласанатха — скальный индуистский храм, является центральным сооружением комплекса пещерных храмов в Эллоре. От остального храмового комплекса храм Кайласанатха отделен тремя глубокими (до 30 метров) раcщелинами.

## Описание
Храм Кайласанатха строился очень долго. Начало строительства, возможно, приходится на время правления Дантидурга  (англ.) (годы правления 735–756 гг.) из династии Раштракутов, а закончилось при Кришнарадже II (878-914 гг.)
Храм Кайласанатха высечен в монолитной, одиноко стоящей скале базальтового туфа. Скальный массив при строительстве храма обтёсывался сверху вниз, без применения строительных лесов. В процессе строительства было удалено около 200 тысяч тонн породы.
Храм расположен в центре вырубленного в скале двора длиной 58 м и шириной 51 м, уходящего в глубь скалы на 33 метра. Длина самого храма 55 м, а ширина 36 метров, площадь занимаемой поверхности 1980 м².
Первоначально весь храм был покрыт белой штукатуркой, что своеобразно выделяло его на фоне скал, и назывался Ранга Махал.
Нижняя часть храма представляет собой  цоколь высотой 8 метров, в центре которого находятся монументальные изваяния слонов и львов высотой около 3 метров, служащие в качестве основания для верхней части храма. Сверху донизу храм покрыт каменной резьбой, выполненной с большим искусством. Наиболее интересными рельефными изображениями на стенах храма Кайласанатха являются: «Равана, пытающийся свергнуть гору Кайлас», «Шива-победитель», «Похищение Ситы».

## Галерея

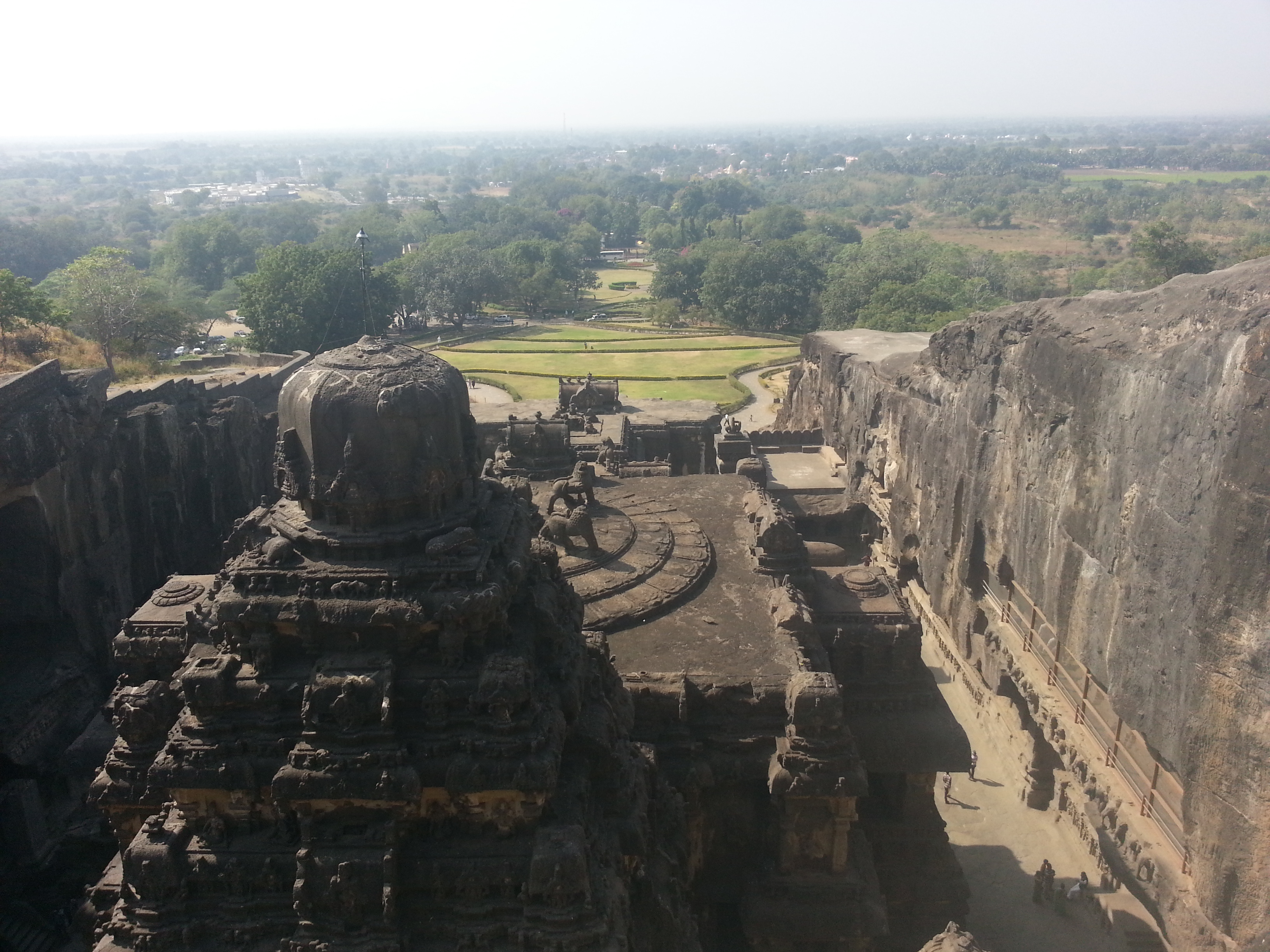
Вид сверху
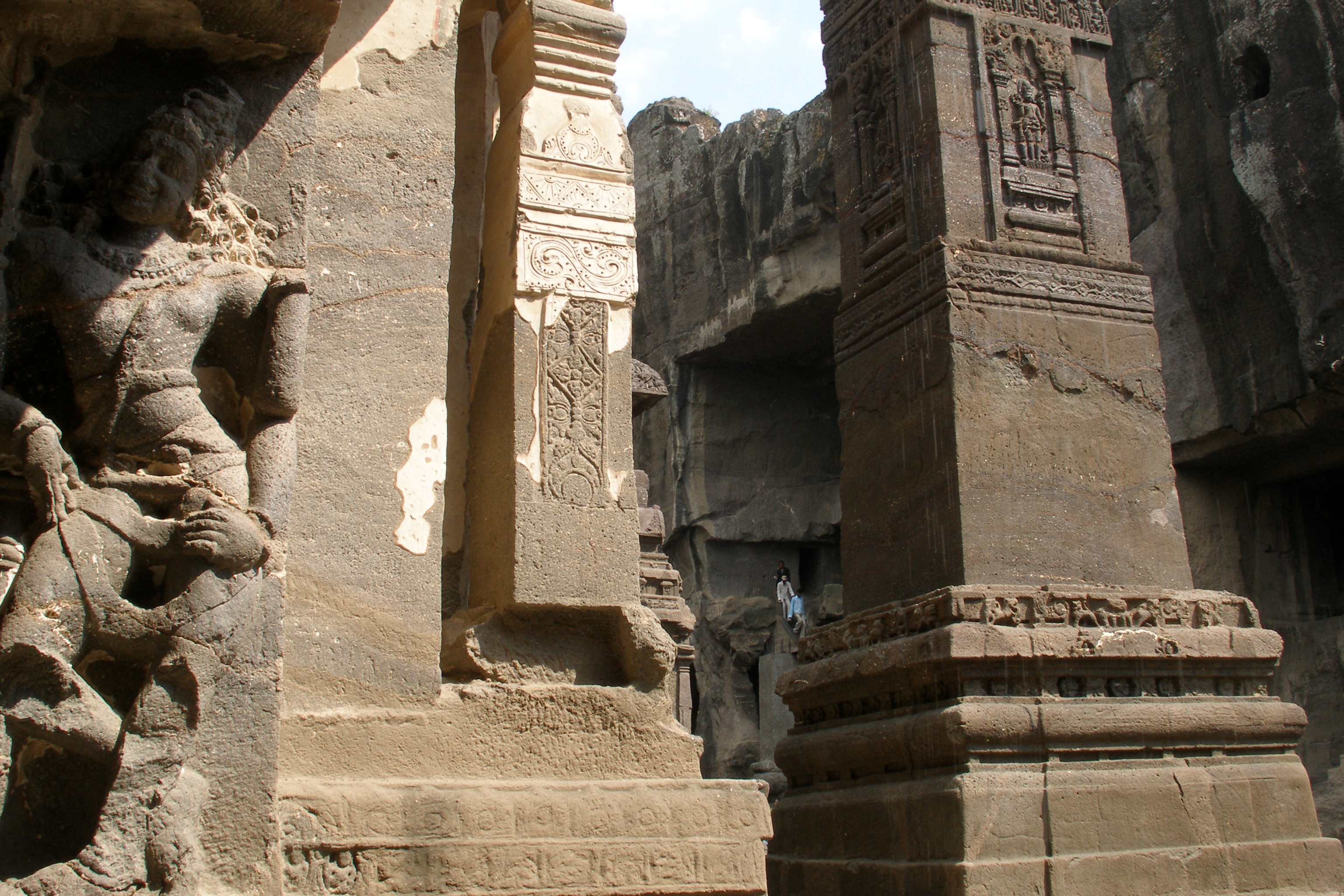
Колонны и барельефы на входе
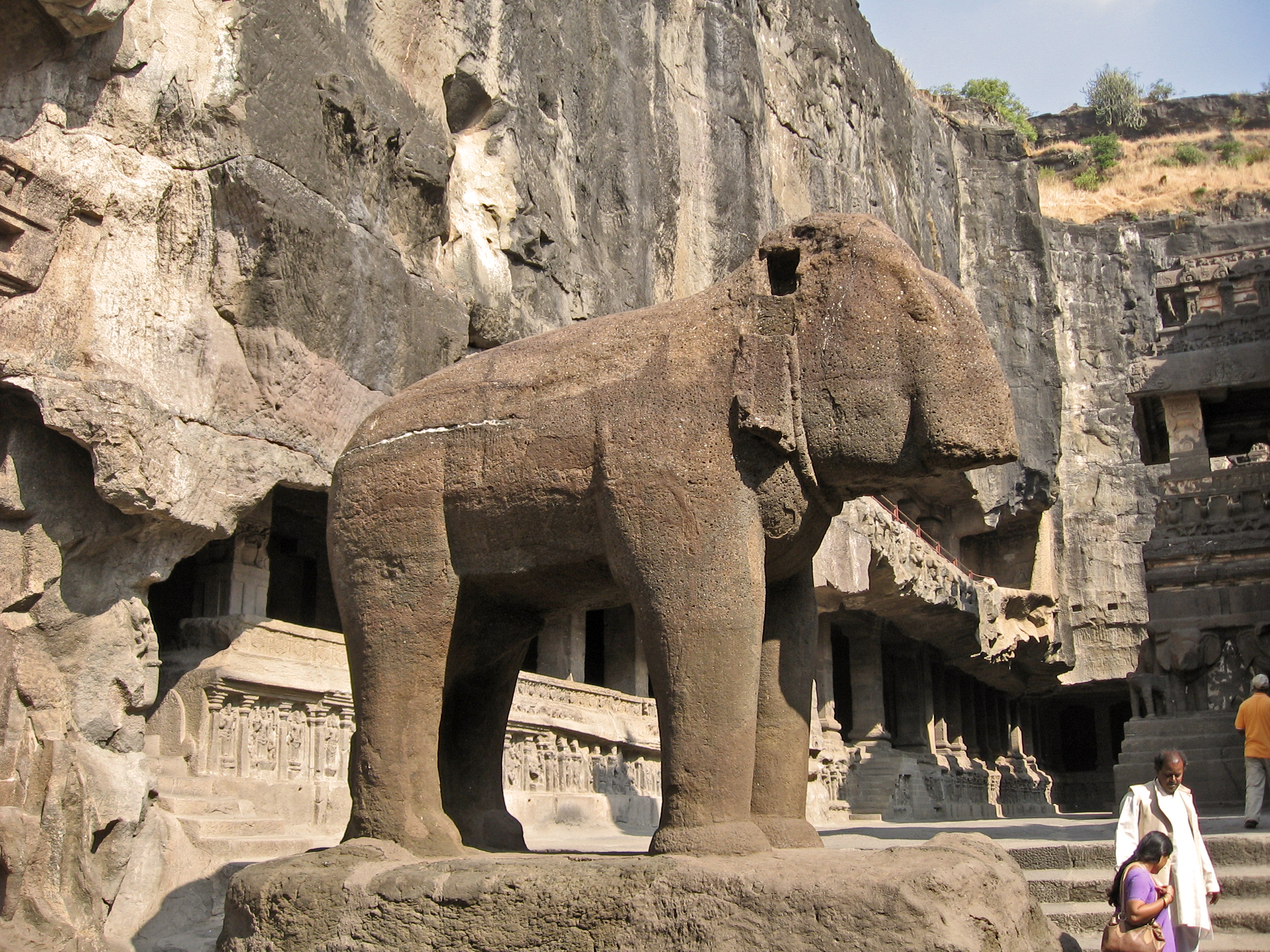
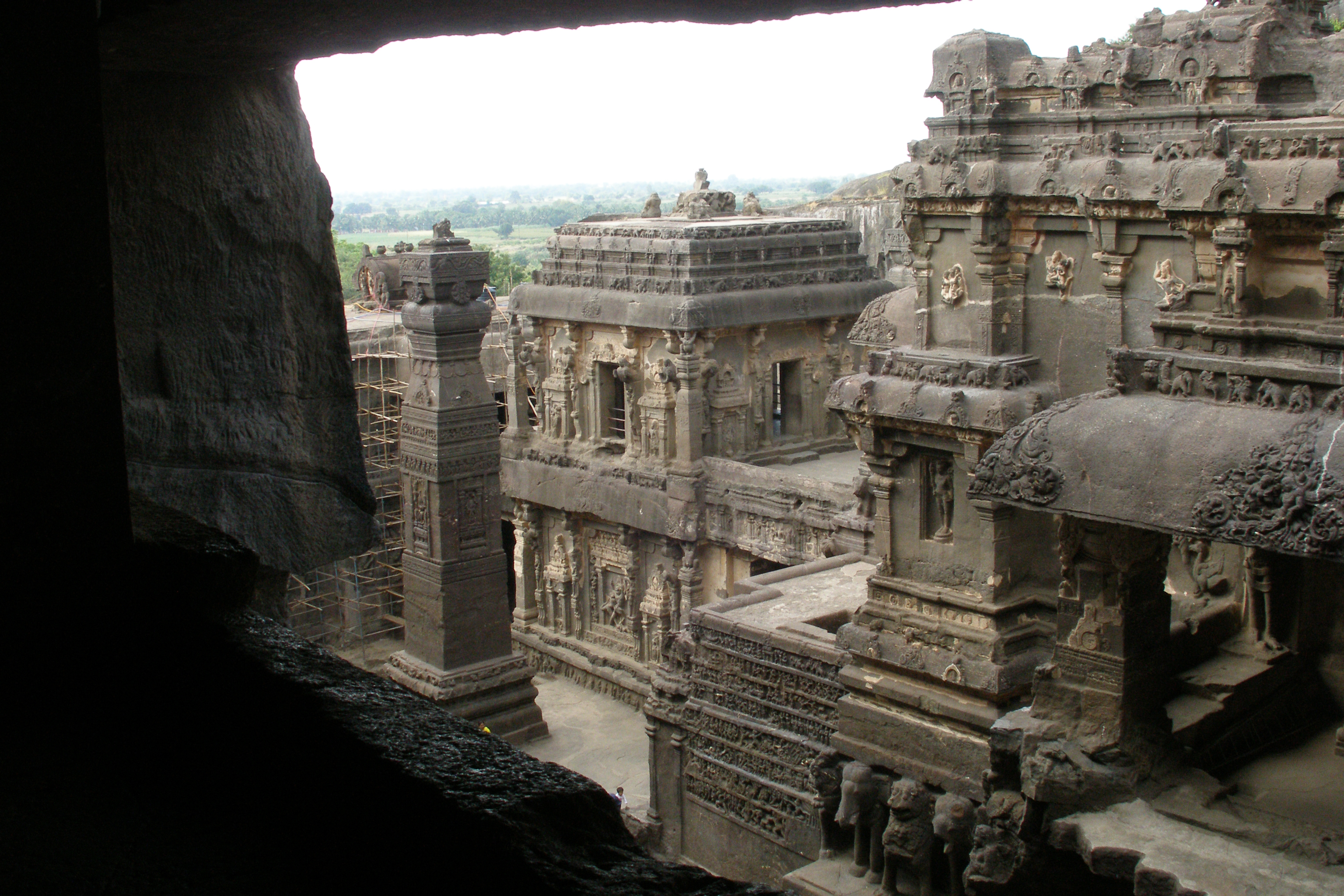
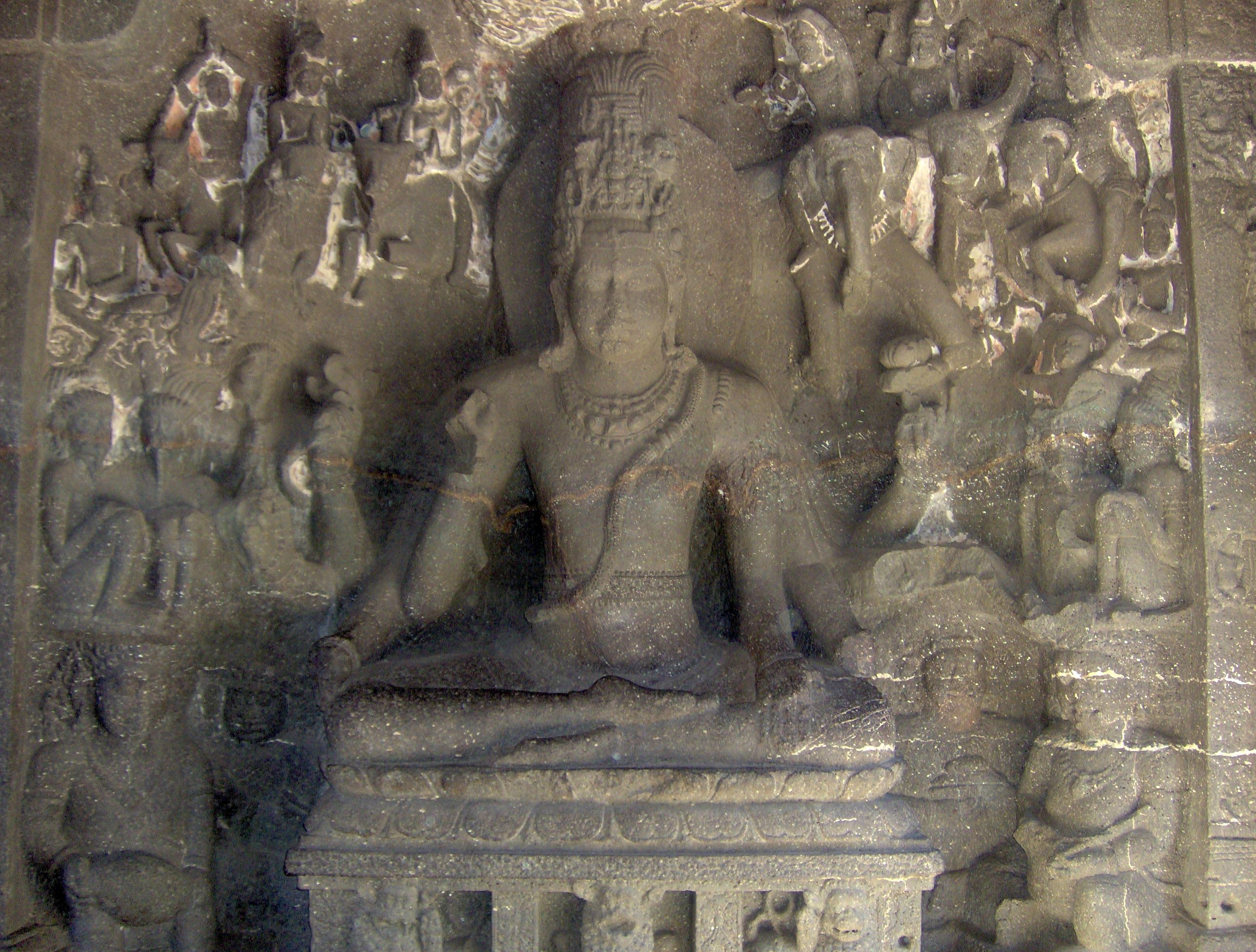
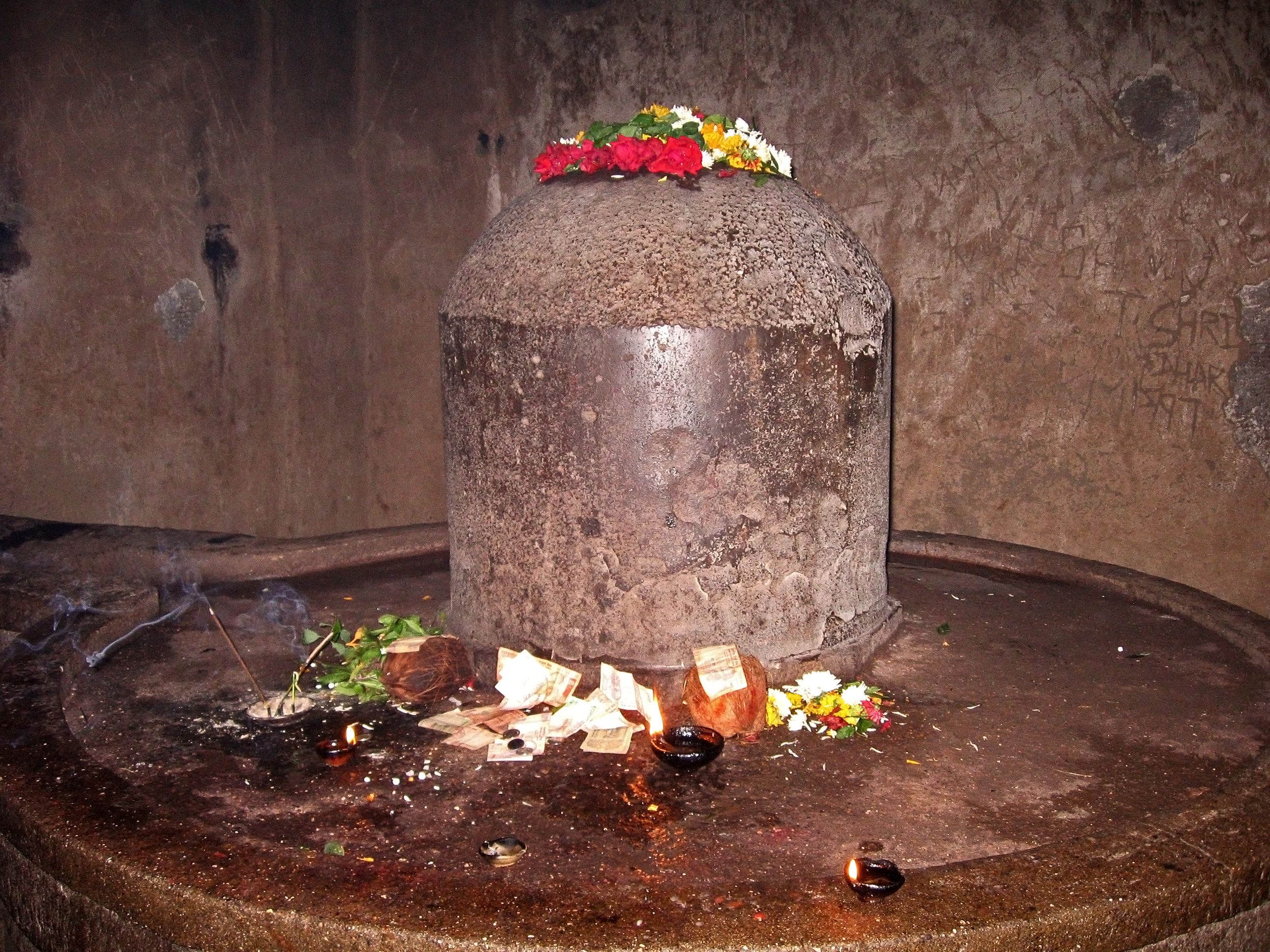